# Trung tâm Nghiên cứu UFO
Trung tâm Nghiên cứu UFO (CUFOS) là một nhóm nghiên cứu UFO do tư nhân tài trợ. Nhóm này do J. Allen Hynek, lúc đó là Chủ nhiệm Khoa Thiên văn của Đại học Tây Bắc ở Illinois thành lập vào năm 1973.

## Lịch sử
Hynek là nhà tư vấn khoa học cho Dự án Blue Book, cơ quan nghiên cứu chính thức của Không quân Mỹ về hiện tượng UFO từ năm 1948 đến năm 1969. Mặc dù Hynek khởi đầu là một người hoài nghi và đã giúp Không quân lật tẩy hầu hết các báo cáo về UFO, nhưng ông dần dần tin rằng một số lượng nhỏ trường hợp UFO không phải là trò lừa bịp hoặc có thể giải thích được như là nhận dạng sai các hiện tượng tự nhiên và rằng những trường hợp này có thể đại diện cho một điều gì đó phi thường — thậm chí là chuyến viếng thăm của người ngoài hành tinh từ các hành tinh khác. Khi Không quân đóng cửa Dự án Blue Book vào năm 1969 thì vào năm 1973 Hynek đứng ra thành lập Trung tâm Nghiên cứu UFO (CUFOS) nhằm tiếp tục thu thập và nghiên cứu các báo cáo về UFO. Nhà nghiên cứu UFO James W. Moseley viết rằng CUFOS là "... nỗ lực thực sự đầu tiên nhằm lập nên một nhóm nghiên cứu tư nhân chân thật dành riêng cho các cuộc điều tra khoa học và nghiên cứu về UFO." Moseley quan sát thấy rằng CUFOS "không phải là một câu lạc bộ đĩa bay và trong suốt một thời gian, không mở cửa cho các thành viên đồng nhất. Sự tham gia bị hạn chế đối với giới khoa học và chuyên gia khác, đã đóng góp thời gian và chuyên môn của họ, trường đại học vô hình của Hynek. Điều này sẽ không kéo dài được bao lâu — cho dù CUFOS có sẵn."

## Hoạt động
Khởi đầu ở Evanston, Illinois, nhưng hiện có trụ sở tại Chicago, CUFOS tiếp tục là một tổ chức nghiên cứu nhỏ tập trung vào phân tích khoa học về các trường hợp UFO. Kho lưu trữ phong phú của tổ chức này bao gồm đống hồ sơ có giá trị lịch sử từ các nhóm nghiên cứu dân sự không còn tồn tại như Ủy ban Điều tra Hiện tượng Không trung Quốc gia (NICAP), nhóm nghiên cứu UFO lớn nhất trong thập niên 1950 và 1960. Sau cái chết của Hynek vào năm 1986, CUFOS được đổi tên thành Trung tâm Nghiên cứu UFO J. Allen Hynek để vinh danh ông. Mark Rodeghier, hiện là phó tổng biên tập của Tạp chí Khám phá Khoa học,  là Giám đốc CUFOS kể từ năm 1986. Các nhà nghiên cứu UFO từng phục vụ trong Ban Giám đốc CUFOS là Jerome Clark, sử gia UFO và tác giả của cuốn Từ điển bách khoa UFO; Michael D. Swords, giáo sư khoa học tự nhiên đã nghỉ hưu tại Đại học Tây Michigan; và Thomas E. Bullard, một nhà dân tục học tại Đại học Indiana.
Trung tâm Nghiên cứu UFO (CUFOS) có hai hoạt động chính. Đầu tiên, nó duy trì cả một thư viện và kho lưu trữ các tài liệu liên quan đến UFO, được mở rộng dành cho giới nghiên cứu và điều tra viên đang viết về các chủ đề liên quan đến UFO. Những tài liệu này bao gồm sách báo, tài liệu và các báo cáo chứng kiến UFO. Thứ hai, CUFOS tiếp tục biên soạn và phân tích các báo cáo về sự cố UFO đến từ khắp nơi trên thế giới.